# Miss Amazonas (Venezuela)
Miss Amazonas es un concurso de belleza cuya finalidad es escoger y preparar la representante de este estado para el Miss Venezuela; y para la participación de sus candidatas a nivel Internacional.
Las candidatas son designadas por la organización Miss Venezuela, hasta la fecha, Carmen Alicia Romero (Miss Amazonas 1960) ha sido la única representante nativa de Amazonas.

## Miss Amazonas en el Miss Venezuela
La siguiente lista muestra todas las candidatas coronadas como Amazonas, y que han participado en el Miss Venezuela. La primera reina de la entidad fue Marbelia Cardier Gago, Miss Amazonas 1952. Hasta 2024, han sido coronadas cincuenta dos mujeres como reinas de este estado.
     : Declarada como ganadora
     : Terminó como finalista
     : Terminó como una de las semifinalistas o cuartofinalistas
     : Terminó como ganadora de premios especiales
| Año       | Candidata                                    | Edad               | Procedencia        | Posición                   | Premios especiales                                           |                    |
| --------- | -------------------------------------------- | ------------------ | ------------------ | -------------------------- | ------------------------------------------------------------ | ------------------ |
| 1952      | Marbelia Cardier Gago                        | 18                 |                    | Cuarta finalista           |                                                              |                    |
| 1953      | No compitió                                  | No compitió        | No compitió        | No compitió                | No compitió                                                  | No compitió        |
| 1954      | Concurso cancelado                           | Concurso cancelado | Concurso cancelado | Concurso cancelado         | Concurso cancelado                                           | Concurso cancelado |
| 1955      | No compitió                                  | No compitió        | No compitió        | No compitió                | No compitió                                                  | No compitió        |
| 1956      | Beatriz Bello                                | S/D                |                    |                            |                                                              |                    |
| 1957      | Marbelia Mejías                              | S/D                |                    |                            |                                                              |                    |
| 1958      | No compitió                                  | No compitió        | No compitió        | No compitió                | No compitió                                                  | No compitió        |
| 1959      | Concurso cancelado                           | Concurso cancelado | Concurso cancelado | Concurso cancelado         | Concurso cancelado                                           | Concurso cancelado |
| 1960      | Carmen Alicia (Chumico) Romero               | 19                 | Parima-Unturán     |                            |                                                              |                    |
| 1961      | Flor Núñez                                   | S/D                |                    |                            |                                                              |                    |
| 1962      | No compitió                                  | No compitió        | No compitió        | No compitió                | No compitió                                                  | No compitió        |
| 1963      | No compitió                                  | No compitió        | No compitió        | No compitió                | No compitió                                                  | No compitió        |
| 1964      | No compitió                                  | No compitió        | No compitió        | No compitió                | No compitió                                                  | No compitió        |
| 1965      | No compitió                                  | No compitió        | No compitió        | No compitió                | No compitió                                                  | No compitió        |
| 1966      | No compitió                                  | No compitió        | No compitió        | No compitió                | No compitió                                                  | No compitió        |
| 1967      | No compitió                                  | No compitió        | No compitió        | No compitió                | No compitió                                                  | No compitió        |
| 1968      | No compitió                                  | No compitió        | No compitió        | No compitió                | No compitió                                                  | No compitió        |
| 1969      | No compitió                                  | No compitió        | No compitió        | No compitió                | No compitió                                                  | No compitió        |
| 1970      | No compitió                                  | No compitió        | No compitió        | No compitió                | No compitió                                                  | No compitió        |
| 1971      | No compitió                                  | No compitió        | No compitió        | No compitió                | No compitió                                                  | No compitió        |
| 1972      | Nancy de Lourdes Kranwinkel Plaza            | 18                 |                    | Tercera finalista          |                                                              |                    |
| 1973      | Liliana Julio                                | S/D                |                    |                            |                                                              |                    |
| 1974      | Ramona Josefina «Monona» Pizani Orsini       | 19                 |                    |                            |                                                              |                    |
| 1975      | Virginia Dina Brígida Sipl Raucher           | 23                 |                    | Cuarta finalista           |                                                              |                    |
| 1976      | No compitió                                  | No compitió        | No compitió        | No compitió                | No compitió                                                  | No compitió        |
| 1977      | No compitió                                  | No compitió        | No compitió        | No compitió                | No compitió                                                  | No compitió        |
| 1978      | No compitió                                  | No compitió        | No compitió        | No compitió                | No compitió                                                  | No compitió        |
| 1979      | No compitió                                  | No compitió        | No compitió        | No compitió                | No compitió                                                  | No compitió        |
| 1980      | Graciela Lucía Rossana La Rosa Guarneri      | 21                 |                    | Segunda finalista          |                                                              |                    |
| 1981      | Maricel Azpúrua Laguna                       | 22                 |                    |                            | - Miss Simpatía                                              |                    |
| 1982      | Amaury Martínez Macero                       | 21                 |                    | Segunda finalista          |                                                              |                    |
| 1983      | Isabel Teresa Yépez                          | 20                 |                    | Tercera finalista          |                                                              |                    |
| 1984      | Consuelo Borges Hernández                    | 20                 |                    |                            | - Miss Simpatía                                              |                    |
| 1985      | Janeth Pérez Zambrano                        | 20                 |                    |                            |                                                              |                    |
| 1986      | Yukency Teresita Sapucki Tovar               | 19                 |                    |                            |                                                              |                    |
| 1987      | Astrid Josefina Cristancho Gruber            | 20                 | Caracas            | Se retiró                  | Se retiró                                                    |                    |
| 1988      | Graciela Beatriz Hubscher Solines            | 22                 |                    |                            |                                                              |                    |
| 1989      | María Susana Baserva Matheus                 | 24                 |                    |                            |                                                              |                    |
| 1990      | Josceline Elena Bazan Simoza                 | 20                 |                    |                            |                                                              |                    |
| 1991      | Carolina Eva Izsak Kemenyfy                  | 19                 | Caracas            | Miss Venezuela 1991        |                                                              |                    |
| 1992      | Delia Esperanza Hernández Bolívar            | 21                 |                    |                            | - Miss Simpatía                                              |                    |
| 1993      | Patricia María Angulo D'Ascoli               | 19                 |                    |                            |                                                              |                    |
| 1994      | Kariana Yaneth Ochoa Charandziuk             | 22                 | Maracay            |                            | - Miss Fotogénica                                            |                    |
| 1995      | María Dolores (Lola) Pérez Fernández         | 19                 | Caracas            |                            |                                                              |                    |
| 1996      | Marina Lisabone Yoland Taylhardat Ares       | 19                 | Caracas            |                            |                                                              |                    |
| 1997      | Ana Karina Casanova Santibáñez               | 22                 | Caracas            |                            |                                                              |                    |
| 1998      | Angélica María Guvernez Serrano              | 22                 | Caracas            | Top 10                     |                                                              |                    |
| 1999      | Jenny Johanna Negrón Lozada                  | 21                 | Caracas            |                            |                                                              |                    |
| 2000      | Leidy Gisela Moncada Guerrero                | 18                 | San Cristóbal      |                            |                                                              |                    |
| 2001      | Mariaeugenia Rivero Barrios                  | 20                 | Caracas            | Top 10                     | - Mejor Cabello                                              |                    |
| 2002      | Aída María Yéspica Jaime                     | 20                 | Barquisimeto       |                            | - La Piel Más Linda                                          |                    |
| 2003      | Rossy Raquel Rincón Rodríguez                | 21                 | Barquisimeto       | Top 20                     |                                                              |                    |
| 2004      | Bárbara Clara Pereira                        | 23                 | Maturín            | Segunda finalista          | - Miss Simpatía - Miss Personalidad                          |                    |
| 2005      | Carlen Catherine Farías Sandoval             | 20                 | Caracas            |                            |                                                              |                    |
| 2006      | Jhonneydis de Jesús (Bárbara) Sánchez Romero | 21                 | El Tigre           | Segunda finalista          | - Miss Fotogénica                                            |                    |
| 2007      | Dayana Sabrina Mendoza Moncada               | 21                 | Caracas            | Miss Venezuela 2007        | - Miss Integral                                              |                    |
| 2008      | Elia Karina Rivero Molnár                    | 22                 | Valera             | Top 10                     |                                                              |                    |
| 2009      | Jéssica Andreína Guillén Blanco              | 24                 | Caracas            | Segunda finalista          |                                                              |                    |
| 2010      | Ivian Lunasol Sarcos Colmenares              | 21                 | Guanare            | Miss Venezuela Mundo 2011  | - Rostro L'bel                                               |                    |
| 2011      | Diana Carolina Wood Pérez                    | 24                 | Maturín            |                            |                                                              |                    |
| 2012      | Hylenne Lyanne Báez Flores                   | 20                 | Tumeremo           | Top 10                     |                                                              |                    |
| 2013      | Débora Sacha Menicucci Anzola                | 22                 | Caracas            |                            | - Miss Actitud - Miss Pasarela                               |                    |
| 2014      | Maira Alexandra Rodríguez Herrera            | 22                 | Maracay            | Miss Venezuela Tierra 2014 | - Miss Confianza - Miss Elegancia                            |                    |
| 2015      | Andrea Carolina Rosales Castillejos          | 23                 | Maracay            | Miss Venezuela Tierra 2015 | - Miss Cabello Radiante                                      |                    |
| 2016      | Anjuly Claret De Gouveia Rodríguez           | 24                 | Caracas            |                            |                                                              |                    |
| 2017      | Megan Alexandra Beci Scarr                   | 19                 | Caracas            | Segunda finalista          | - Miss Actitud - Miss Sonrisa                                |                    |
| 2018      | Oxlaniela del Carmen Oropeza Rivero          | 21                 | Caracas            |                            | - Miss Glamour                                               |                    |
| 2019      | Paola Alejandra Salas Ortega                 | 26                 | Puerto La Cruz     |                            | - Miss Elegancia                                             |                    |
| 2020-2021 | No compitió                                  | No compitió        | No compitió        | No compitió                | No compitió                                                  | No compitió        |
| 2022      | Katheryne Saharaí Bello Guevara              | 22                 | Caracas            | Tercera finalista          | - Miss Figura - Miss Pelo Lindo                              |                    |
| 2023      | Ileana del Carmen Márquez Pedroza            | 27                 | Valencia           | Miss Venezuela 2023        | - Miss Fotogénica - Miss Elegancia                           |                    |
| 2024      | Karín Ivanna El Aridi El Charani             | 24                 | Valencia           | Primera finalista          | - Miss Fotogénica - Miss Manos de Pasarela - Miss Influencer |                    |

## Miss Amazonas a nivel internacional
Varias candidatas del estado Amazonas lograron participar a nivel internacional como representantes de Venezuela.
     : Declarada como ganadora
     : Terminó como finalista
     : Terminó como una de las semifinalistas o cuartofinalistas
     : Terminó como ganadora de premios especiales
| Año  | Candidata                               | Concurso                                     | Sede                                | Posición alcanzada             |
| ---- | --------------------------------------- | -------------------------------------------- | ----------------------------------- | ------------------------------ |
| 1972 | Nancy de Lourdes Kranwinkel Plaza       | Miss Young International 1973                | Tokio, Japón                        |                                |
| 1973 | Liliana Julio                           | Miss Caribe Internacional 1972               | Venezuela                           | Miss Caribe Internacional 1972 |
| 1975 | Virginia Dina Brígida Sipl Raucher      | Miss Turismo del Caribe y Centroamérica 1975 | Santo Domingo, República Dominicana | Segunda finalista              |
| 1980 | Graciela Lucía Rossana La Rosa Guarneri | Miss Internacional 1980                      | Tokio, Japón                        |                                |
| 1982 | Amaury Martínez Macero                  | Miss Internacional 1982                      | Tokio, Japón                        |                                |
| 1983 | Isabel Teresa Yépez                     | Miss Young Internacional 1983                | Seúl, Corea del Sur                 |                                |
| 1989 | María Susana Baserva Matheus            | Modelo Internacional de Pasarela 1989        | Santo Domingo, República Dominicana | Primera finalista              |
| 1991 | Carolina Eva Izsak Kemenyfy             | Miss Universo 1992                           | Bangkok, Tailandia                  | Top 6                          |
| 2008 | Dayana Sabrina Mendoza Moncada          | Miss Universo 2008                           | Nha Trang, Vietnam                  | Miss Universo 2008             |
| 2010 | Ivian Lunasol Sarcos Colmenares         | Miss Mundo 2011                              | Londres, Reino Unido                | Miss Mundo 2011                |
| 2011 | Diana Carolina Wood Pérez               | Miss Tourism Queen International 2005        | Hangzhou, China                     | Top 12                         |
| 2012 | Hylenne Lyanne Báez Flores              | Miss Globe International 2011                | Famagusta, Chipre del Norte         |                                |
| 2013 | Débora Sacha Menicucci Anzola           | Miss Mundo 2014                              | Londres, Reino Unido                |                                |
| 2014 | Maira Alexandra Rodríguez Herrera       | Miss Tierra 2014                             | Ciudad Quezón, Filipinas            | Miss Agua                      |
| 2015 | Andrea Carolina Rosales Castillejos     | Miss Tierra 2015                             | Viena, Austria                      | Top 8                          |
| 2023 | Ileana del Carmen Márquez Pedroza       | Miss Universo 2024                           | Ciudad de México, México            | Cuarta finalista               |